# 池谷のぶえ
池谷 のぶえ（いけたに のぶえ、1971年〈昭和46年〉5月22日 - ）は、日本の女優、声優。

## 人物
茨城県出身。趣味＆特技は料理。東洋大学社会学部応用社会学科卒業。
1994年、ブルースカイ、小村裕次郎らとともに東洋大学演劇サークル「昏々睡々」のメンバーを中心に、劇団「猫ニャー」（のちに「演劇弁当猫ニャー」）を旗揚げ。2004年の解散まで看板女優をつとめる。現在はダックスープ所属。

## 出演

### 映画
- 1980（2003年12月、東京テアトル）- 書店店員 役
- THE 有頂天ホテル（2006年1月） - 鴨田麗子 役
- シュガー&スパイス 風味絶佳（2006年9月）
- 無認可保育園 歌舞伎町 ひよこ組（2007年10月）
- ぼくたちと駐在さんの700日戦争（2008年4月）
- 築地魚河岸三代目（2008年6月）
- イキガミ（2008年9月）
- 20世紀少年 第2章 最後の希望（2009年1月、東宝）
- 罪とか罰とか（2009年2月） - 春樹の母親 役
- パニック4ROOMS 劇場版（2009年4月、ビジョンフォレスト）
- しあわせのパン（2012年1月） - 広川の奥さん 役
- 悪の教典（2012年11月） - 堂島智津子 役
- ふがいない僕は空を見た（2012年11月） - 桜田幸子 役
- 脳男（2013年2月） - 金城理詞子 役
- 俺はまだ本気出してないだけ（2013年6月）
- 放課後たち（2013年10月、オフィス・インベーダー）
- マダム・マーマレードの異常な謎　出題編/解答編 短編映画「つむじ風」（2013年10月25日/11月22日、テレビ東京）
- 青天の霹靂（2014年5月、東宝）
- 神さまの言うとおり（2014年11月） - タクミの母 役
- 寄生獣（2014年11月、東宝）
- ソロモンの偽証 前篇・事件 / 後篇・裁判（2015年3月7日・4月11日、松竹） - 浅井敏江 役
- 俺物語!!（2015年10月31日、東宝）
- 海難1890（2015年12月、東映） - キヨ 役
- 黒崎くんの言いなりになんてならない（2016年2月、ショウゲート） - 木俣サチ 役
- だCOLOR?〜THE脱獄サバイバル (2016年7月、KATSU-do) - 国会議員・自由民権党 円成寺麗子 役
- DESTINY 鎌倉ものがたり（2017年12月9日、東宝） - 恵子 役
- モリのいる場所（2018年5月、日活） - 美恵ちゃん 役
- 長いお別れ（2019年5月、アスミック・エース） - 恩田 役
- WE ARE LITTLE ZOMBIES（2019年6月、日活）
- グッドバイ〜嘘からはじまる人生喜劇〜（2020年2月、木下グループ）- デザイナー 役
- 浅田家!（2020年10月、東宝） - 姫野希美 役
- 星の子（2020年10月、東京テアトル/ヨアケ）
- バイプレイヤーズ 〜もしも100人の名脇役が映画を作ったら〜（2021年4月、東宝映像事業部）- 本人 役
- リカ〜自称28歳の純愛モンスター〜（2021年6月、ハピネットファントム・スタジオ）- 小山内則子 役
- 妖怪シェアハウス-白馬の王子様じゃないん怪-（2022年6月17日、東映） - 和良部詩子 / 座敷童子 役[6][7]
- MIRRORLIAR FILMS Season4『おとこのことを』（2022年9月2日）[8][9]
- 銀河鉄道の父（2023年5月5日、キノフィルムズ）
- うかうかと終焉（2023年10月13日、マジックアワー） - 寮の解体業者 役[10]
- 52ヘルツのクジラたち（2024年3月1日、ギャガ） - 藤江 役[11]

### テレビドラマ
- ココだけの話（2001年1月13日 - 3月17日、テレビ朝日） - 母親 役
- 綾辻行人 有栖川有栖からの挑戦状4 安楽椅子探偵とUFOの夜（2002年3月8日・15日、朝日放送・テレビ朝日）- 島崎小夜子 役
- 演技者。 第4弾 アメリカ（2002年8月13日 - 10月1日、フジテレビ） - 大家 役
- HR 第2話・第15話（2002年10月16日・2003年1月22日、フジテレビ） - 須磨信子 役
- ナイトホスピタル〜病気は眠らない〜（2002年10月14日 - 12月16日、よみうりテレビ） - 神山静子 役
- ドゥニチラブ（2003年1月6日 - 3月31日、フジテレビ） - 妻 役
- あした天気になあれ。 第4話（2003年11月1日、日本テレビ）
- 初恋.com　第4話（2003年12月25日、日本テレビ）
- こちら本池上署 第3シリーズ 第2話・第3話（2004年1月19日・26日、TBS）
- ミニモニ。でブレーメンの音楽隊 第5話・第7話・第8話（2004年2月7・21・28日、NHK） - 教師 役
- 光とともに〜自閉症児を抱えて〜 第3話（2004年4月28日、日本テレビ） - 看護士 役
- ガールミーツガール 第3話（2005年2月、BSフジ）
- RUN AWAY GIRL 流れる女 第1話（2005年5月10日、BSフジ）
- 19borders 第45・50話（2005年9月、BS日テレ）
- ドラゴン桜 第9話（2005年9月2日、TBS） - 小林光江 役
- 火曜サスペンス劇場 警部補 佃次郎 第21作「妻の初恋」（2005年9月6日、日本テレビ）- ゴミ出しする奥様 役
- あいのうた 第2話（2005年10月19日、日本テレビ）
- おいしい殺し方 -A Delicious Way to Kill-（2006年2月12日、BSフジ）- 山内キヨミ 役
- お台場湾岸テレビ（2006年10月18日 - 12月21日、フジテレビ） - 冨子 役
- 帰って来た時効警察 第4話（2007年5月4日、テレビ朝日） - 路上の手相占い師 役
- ファースト・キス 第6話（2007年8月13日、フジテレビ） - 主婦 役
- ほんとにあった怖い話（フジテレビ）
  - 夏の特別編2007「真夜中の病棟」（2007年8月28日） - 武田真理子 役
  - 夏の特別編2016「押し入れが怖い」（2016年8月20日） - 美登里 役
- お・ばんざい! 第11-13・15話（2007年9月、毎日放送） - 金丸薫 役
- ハリ系（2007年10月13日 - 12月29日、日本テレビ）小松沢典子 役
- 星新一ショートショート 「肩の上の秘書」（2007年11月11日、NHK総合）
- ロス:タイム:ライフ Life in additionaltime 第5節「幼なじみ編」（2008年3月1日、フジテレビ）
- バッテリー（2008年4月3日 - 6月12日、NHK） - 永倉節子 役
- 連続テレビ小説（NHK）
  - 瞳（2008年3月31日 - 9月27日）
  - ひよっこ（2017年4月3日 - 9月30日） - 優子の義母 役
  - 半分、青い。（2018年4月2日 - 9月29日） - 木田原幸子 役
- ケータイ捜査官7 第5話（2008年5月7日、テレビ東京）
- 週刊真木よう子 第7話「立川ドライブ」（2008年5月14日、テレビ東京）
- キミ犯人じゃないよね? 第6話（2008年5月16日、テレビ朝日） - お手伝いさん・千代子 役
- ごくせん 第3シリーズ 第5話（2008年5月17日、日本テレビ）
- モンスターペアレント 第3話（2008年7月15日、関西テレビ・フジテレビ）- 森脇ゆかり 役
- トンスラ 第6話 - 第8話（2008年11月9日 - 23日、日本テレビ）
- 妄想姉妹〜文學という名のもとに〜 第9話（2009年3月14日、日本テレビ）
- 湯けむりスナイパー（2009年4月3日 - 6月26日、テレビ東京） - 山岸トモヨ 役
  - 湯けむりスナイパー お正月スペシャル（2010年1月2日、テレビ東京）
- 探偵Xからの挑戦状! season1 第3回「猫が消えた」（2009年4月15日、NHK)
- ゴーストフレンズ 第8話（2009年5月28日、NHK） - ゴーストに憑依される女 役
- 水曜シアター9 温泉仲居小泉あつ子の事件帳〜南伊豆・湯けむり殺人事件〜（2009年9月16日、テレビ東京）
- フジテレビ開局50周年記念ドラマ・わが家の歴史 （2010年4月9日 - 11日、フジテレビ） - 柊修二（ジョニー）の恋人 役
- 野田ともうします。（NHKワンセグ2）- 亀田さん 役
  - シーズン1（2010年6月5日 - 19日・2010年10月29日 - 2011年3月11日）
  - シーズン2（2011年10月6日 - 2012年3月24日）
  - 野田さんとメリークリスマス （2011年12月24日・26日、NHK総合）
  - シーズン3（2012年10月1日 - 2013年2月18日）
- WALKING EYES アルクメデス「NHKサスペンス劇場」（2010年9月2日、NHK総合） - 競歩の先生 役
- 検事・鬼島平八郎 第4話「華麗なる真の黒幕」（2010年11月12日、テレビ朝日） - 木戸静江 役
- おじいちゃんは25歳 第3・5・7・8話（2010年11月17日・21日・24日・25日、TBS） - 房江（ウェイトレス） 役
- 勇者ヨシヒコと魔王の城 第2話（2011年7月15日、テレビ東京） - サウダの母 役
- マルモのおきてスペシャル（2011年10月9日、フジテレビ） - 島田瞳 役
- 謎解きはディナーのあとで 第6話（2011年11月22日、フジテレビ） - 辻本郁子 役
- メグたんって魔法つかえるの?（2012年7月7日 - 12月22日、日本テレビ） - 岩崎（お嬢）役
- ウレロ☆未完成少女 第5話（2012年8月17日、テレビ東京） - 王賀静香 役
- 24時間テレビ35 車イスで僕は空を飛ぶ（2012年8月25日、日本テレビ） - 観光客 役
- おかあさんね～、お！（2012年8月28日、NHK）
- イロドリヒムラ 第9話（2012年12月10日、TBS） - お園 役
- 夜行観覧車 第2話-第5話・第8話（2013年1月25日 - 2月15日・3月8日、TBS）- 三輪 役
- 高梨さん（2013年4月1日 - 8月12日、NHKワンセグ2） - 主演・高梨悦子 役
- 名もなき毒 第2話（2013年7月15日、TBS） - 友野文子 役
- 天魔さんがゆく 最終話（2013年9月23日、TBS） - 井戸幽霊 役
- 東京バンドワゴン〜下町大家族物語 第1話（2013年10月12日、日本テレビ）
- 実験刑事トトリ Season2 第2話・第5話・最終話（2013年10月19日・11月9・16日、NHK）- マコリンのマネージャー 役
- 裁判長っ!おなか空きました! 第4話（2013年10月27日、日本テレビ）- 川島えみこ 役
- 夜のせんせい （2014年1月17日 - 3月21日、TBSテレビ）- 凛凛 役
- 神谷玄次郎捕物控 第2話（2014年4月11日、NHK BSプレミアム） - お滝 役
- 死神くん 第1話（2014年4月18日、テレビ朝日） - 福子の母親 役
- MOZU Season2〜幻の翼〜 第3話・最終話（2014年7月6日・11月13日、WOWOW / 10月30日、TBS） - 松葉志保 役
- 女タクシードライバーの事件日誌 第7作「小さな乗客 断ち切られた家族の絆」（2014年9月1日、TBS） - コンビニ店員 役
- 世にも奇妙な物語 2014年 秋の特別編「走る取的」（2014年10月18日、フジテレビ） - 信田の妻（声のみ）
- 怪奇恋愛作戦（2015年1月9日 - 3月28日、テレビ東京） - 語りべ 役
- 天使と悪魔-未解決事件匿名交渉課- 第6話（2015年5月15日、テレビ朝日）- 看護師 役
- 民王（2015年7月24日 - 9月18日、テレビ朝日） - 闇雲郁代 役
- となりの関くんとるみちゃんの事象 第3話・第8話（2015年8月・9月、毎日放送・TBS）- 富田けえ子 役
- HiGH&LOW〜THE STORY OF S.W.O.R.D.〜 Season1 第6話（2015年11月26日、日本テレビ）
- スペシャルドラマ 黒崎くんの言いなりになんてならない（2015年12月22日・23日、日本テレビ）
- 東京センチメンタル 第4話（2016年2月6日、テレビ東京） - 女将 役
- カッコウの卵は誰のもの 第1話・第4話（2016年3月27日・4月17日、WOWOW）
- 受験のシンデレラ 第1話・第2話（2016年7月10日・17日、NHK BSプレミアム）
- 勇者ヨシヒコと導かれし七人 第11話 （2016年12月17日、テレビ東京） - 宿屋の女将 徹子 役
- 豆腐プロレス 第13話（2017年4月16日、テレビ朝日）- おばちゃん 役
- 残酷な観客達（2017年5月18日 - 7月20日、日本テレビ） - 杉村 役 / ナレーション
- アイドル×戦士 ミラクルちゅーんず! 第18話（2017年7月30日、テレビ東京）- 深大寺あやめ 役
- 黒革の手帖 第4話（2017年8月10日、テレビ朝日）- 鈴本夫人 役
- 時代をつくった男 阿久悠物語（2017年8月26日、日本テレビ） - 松田トシ 役
- 下北沢ダイハード 第6話（2017年8月26日、テレビ東京） - mamazon 役
- 赤ひげ 第2話（2017年11月10日、NHK BSプレミアム） - おきよ 役
- ホリデイラブ （2018年1月26日 - 3月16日、テレビ朝日）- 武田陽子 役
- 執事 西園寺の名推理（2018年4月13日 - 6月8日、テレビ東京） - 板倉明美 役
  - 執事 西園寺の名推理2（2019年4月19日 - 6月14日）
- 中学聖日記 第1話 - 第5話（2018年10月9日 - 11月6日、TBS） - 粕谷真弓 役
- 僕とシッポと神楽坂 第5話（2018年11月9日、テレビ朝日） - 広田咲江 役
- 今日から俺は!! 第7話（2018年11月25日、日本テレビ） - 台所を覗かれたオカン 役
- びしょ濡れ探偵 水野羽衣 第1話（2019年7月4日 、テレビ東京） - 湯沢靖子 役
- 警視庁ゼロ係〜生活安全課なんでも相談室〜 Season4 第7話（2019年8月30日、テレビ東京）- 向井 役
- サイン-法医学者 柚木貴志の事件- LAST FILE（2019年9月12日、テレビ朝日）- 奥野 役
- リカ（2019年10月5日 - 11月30日、東海テレビ・フジテレビ） - 小山内則子 役
  - リカ〜リバース〜 第1・2話（2021年3月20・27日、フジテレビ）
- G線上のあなたと私（2019年10月15日 - 12月17日、TBS） - 小暮洋子 役
- 孤独のグルメ Season8 第4話（2019年10月29日、テレビ東京） - お母さん 役
- 新米姉妹のふたりごはん 9品目「天ぷら」（2019年12月6日、テレビ東京）
- 忍べ!右左エ門 THE SKY ATTACK 第3話（2019年12月26日、NHK）- ウズラ 役
- ランチ合コン探偵 〜恋とグルメと謎解きと〜（2020年1月9日 - 3月12日、読売テレビ・日本テレビ）- 小島和子 役
- 妖怪シェアハウス（2020年8月1日 - 9月19日、テレビ朝日） - 和良部詩子 / 座敷童子 役[12]
  - 妖怪シェアハウス-帰ってきたん怪-（2022年4月9日 - 6月4日）[6]
- 浦安鉄筋家族 第8話（2020年8月29日、テレビ東京） - ボギー愛子 役
- 竹内涼真の撮休（2020年11月7日 - 12月26日、WOWOW） - 小湊マネージャー 役
- 逃げるは恥だが役に立つ ガンバレ人類! 新春スペシャル!!（2021年1月2日、TBS） - 坂田さん 役[13]
- バイプレイヤーズ 〜名脇役の森の100日間〜 第8話・12話（2021年2月27日・3月26日、テレビ東京）- 本人 役
- 夜の連続テレビ小説 うっちゃん 第3話（2021年3月24日、NHK）- 内原みゆき 役
- ジモトに帰れないワケあり男子の14の事情 Episode1（2021年4月18日、朝日放送テレビ）- 長澤瞳 役
- サ道2021 第9話（2021年9月4日、テレビ東京） - 掃除のおばちゃん 役
- 欠点だらけの刑事2（2021年9月22日、テレビ朝日） - 前田安子 役
- ドクターY〜外科医・加地秀樹〜 第6弾（2021年10月7日、テレビ朝日）- 園美 役
- らせんの迷宮〜DNA科学捜査〜 第2話（2021年10月22日、テレビ東京） - 遠山春江 役
- 怖い絵本 season4 「雪ふる夜の奇妙な話」（2022年1月7日、NHK Eテレ）- 住人 役
- 家電侍 第4・5話（2022年4月23日・30日、BS松竹東急） - お菊 役
- WOWOWオリジナルドラマ オカルトの森へようこそ（2022年7月22日 - 8月26日、WOWOW）- 大浦奈都子 役[14]
- 特集ドラマ ももさんと7人のパパゲーノ（2022年8月20日、NHK総合）- 津田 役[15]
- 魔法のリノベ 第9話（2022年9月12日、関西テレビ・フジテレビ系） - 真野珠江 役
- ザ・トラベルナース（2022年10月20日 - 12月8日、テレビ朝日） - 土井たま子 役[16]
  - ザ・トラベルナース（2024年10月17日 - 12月19日）[17]
- 世にも奇妙な物語'22 秋の特別編「コンシェルジュ」（2022年11月12日、フジテレビ） - 根岸美代子 役
- 相棒 Season21 第6話「笑う死体」（2022年11月16日、テレビ朝日） - 和田紗矢 役
- ハヤブサ消防団 第2話（2023年7月20日、テレビ朝日） - 宮原桃子 役
- こむぎの満腹記 前編（2023年9月30日、テレビ東京） - 茶々店主 役[18]
- コタツがない家 第3話・最終話（2023年11月1日・12月20日、日本テレビ） - 浅田町子 役
- 不適切にもほどがある! 第2話・第8話・第9話（2024年2月2日・3月15日・22日、TBS） - 九品仏人事部長 役
- 藤子・F・不二雄 SF短編ドラマ シーズン2「じじぬき」（2024年5月12日、NHK BS）[19]
- 霊験お初〜震える岩〜（2024年5月4日、テレビ朝日）[20]
- 完全無罪（2024年7月7日 - 8月4日、WOWOW） - 松岡ゆう子 役[21]
- 事件は、その周りで起きている シリーズ2（2024年9月30日 - 10月3日、NHK総合）[22]
- スロウトレイン（2025年1月2日、TBS）[23] - 浅井道枝 役[24]
- 19番目のカルテ（2025年7月13日 - 、TBS） - 豊橋安希子 役[25]

### テレビアニメ
- こちら葛飾区亀有公園前派出所（2000年、フジテレビ） - おばちゃん 役
- HUGっと!プリキュア（2018年、朝日放送テレビ） - 愛崎都 役[26]
- ふしぎ駄菓子屋 銭天堂（2020年 - 2025年、NHK Eテレ） - 紅子 役[27]

### 劇場アニメ
- 映画 ふしぎ駄菓子屋 銭天堂（2020年、東映） - 紅子 役[28]
- 100日間生きたワニ（2021年、東宝） - ワニの母 役[29]

### バラエティ
- 桜塚ヤンキース　ザ・ディレクター魂（2007年、テレビ埼玉）
- シャキーン! シャキーン!観察日誌 全155話（2011年度、NHK Eテレ）- 母 役
- 鶴瓶のスジナシ!（2013年10月22日・2014年5月6日、CBCテレビ・TBS）
- ワオ（2014年4月 - 9月、フジテレビ）
- 関ジャニ∞クロニクル（2015年6月6日） - 激論!!︎クロニクル 全日本女子会連盟 さつきの会 副会長 恨田愛子 役
- となりのシムラ 第2回（2015年8月17日、NHK）
- 演劇人は、夜な夜な、下北の街で呑み明かす…（BSスカパー、2016年5月18日及び2016年5月25日）
- LIFE!〜人生に捧げるコント〜（2017年 - 、NHK）不定期出演
- みいつけた!/みいつけた!さん（2017年 - 、NHK Eテレ）おこんさん役、スーとナー役（声の出演）

### CM
- フレー!フレー!人生 番組宣伝
- ファブリーズ
- ブラックジャック 番組宣伝（ナレーター）
- チュッパチャプス（ナレーター）
- AEON
- ダイハツ ミラ
- 富士急ハイランド ええじゃないか
- 大日本除虫菊
  - コンバット（詳細）
  - クリーンフロー トイレのニオイがなくなるスプレー（2019年）
- 西友 ど生鮮「治らないネギ」篇（2014年）
- 吉野家「牛すき鍋膳」篇（2018年） - 店員 役
- 東京ガス「ふたつの人生」篇（2025年3月 - ）[30]

### ラジオCM
- リンレイ
- 大塚製薬 ネムー
- KDDI
- ソニー
- NEC
- ロッテ
- ネスカフェ ゴールドブレンド

### 舞台

#### 猫ニャー
- ポセイドンのララバイ（1996年、高田馬場アートボックスホール）
- ファーブル（1996年、新井薬師ウェストエンドスタジオ）
- 長そでを着てはこぶ（1997年、池袋シアターグリーン）
- 不可能美（1997年、代々木フジタヴァンテ）
- 鳥の大きさ（1997年、高田馬場アートボックスホール）
- 山脈（1998年、中野ザ･ポケット）※猫ニャー＋ナイロン100℃＝猫100℃－－－。名義
- MY LITTLE MOLERS～もぐらたたきの大きさ（1998年、中野ウェストエンドスタジオ）
- フォーエバー　ビリーブ（1999年、下北沢駅前劇場）- 編集長・母親
- 弁償するとき目が光る（1999年、池袋東京芸術劇場（小２））- 竹下カナエ
- パンダ致死量、6L（1999年、代々木フジタヴァンテ）- ヤスコ
- 拙者ムニエル　プレゼンツ「猫演劇フェスティバル」（2000年、三鷹市芸術文化センター・星のホール）- ママ、松田ほか
- 夜の墓場で運動（2000年、新宿THEATER/TOPS）- 看護婦、理子の母
- 将来への不安　Z-2000／ファーブル・ミニ（2000年、新宿シアターモリエール）- 子供、ヤクザ姉さん/ファーブルおばあさん

#### 演劇弁当猫ニャー
- 猫型物語（2001年、下北沢駅前劇場）- スパイになりたい主婦、アゴをはじく監督ほか
- コスモ☆プロジェクト（2002年、池袋東京芸術劇場（小２））- コスモ・プロジェクト総司令官
- 応急エステティック（2002年、新宿スペース・ゼロ）- 小谷シノブ
- 弁償するとき目が光る（2003年、下北沢本多劇場）- 竹下カナエ
- たびだち（2004年、中野ウェストエンドスタジオ）- 園長

#### 外部公演
- ナイロン100℃ 20th SESSION「ナイス・エイジ」（2000年9月、本多劇場）
- うさこF「ジェラシー」（2002年5月、中目黒ウッディシアター）
- 空飛ぶ雲の上団十郎一座「アチャラカ再誕生」（2002年8月、ラフォーレミュージアム原宿）
- 裏拙者ムニエル「裏拙者マニア at 上野野音」（2003年8月、上野不忍池水上音楽堂）
- うさこF「蟻地獄」（2003年9月、ウエストエンドスタジオ）
- 透明人間の蒸気（2004年3月 - 4月、新国立劇場・中劇場 PLAYHOUSE）
- 真夏の夜の夢（2004年5月 - 6月、東京グローブ座）
- 空飛ぶ雲の上団五郎一座「キネマ作戦」（2004年6月 - 7月、シアターアプル）
- NODA・MAP 「走れメルス少女の唇からはダイナマイト!」（2004年12月 - 2015年1月、シアターコクーン）
- 「気ままにミッドナイトタイフーン」（2005年3月、三鷹市芸術文化センター 星のホール）
- KERA・MAP #003「砂の上の植物群」（2005年5月、シアターアプル）
- 東京タンバリン「Damage」（2006年1月、吉祥寺シアター）
- 月影十番勝負 第十番SASORIIX「約yakusoku束」（2006年3月、スペース・ゼロ ほか）
- シス・カンパニー「獏のゆりかご」（2006年9月、紀伊國屋ホール）
- ナイロン100℃ 29th SESSION「ナイス・エイジ」（2006年12月、世田谷パブリックシアター）
- 演劇キックプロデュース 演劇ぶっく社20周年記念公演「レミゼラブ・ル」（2007年4月、シアターアプル）
- アトリエ・ダンカンプロデュース公演「血の婚礼」（2007年5月 - 6月、東京グローブ座 ほか）
- 劇団、本谷有希子「偏路」（2007年12月、紀伊國屋ホール）
- 「どん底」（2008年4月、シアターコクーン）
- 「道元の冒険」（2008年7月、シアターコクーン）
- THE SHAMPOO HAT「葡萄」（2008年9月、下北沢ザ・スズナリ）
- 彩の国シェイクスピア・シリーズ第21弾「冬物語」（2009年1月 - 2月、彩の国さいたま芸術劇場 大ホールほか）
- ダックスープ プロデュース「この世界から消える魔球」（2009年3月、下北沢ザ・スズナリ）
- 「蜘蛛の巣」（2009年5月 - 6月、ル テアトル銀座 ほか）
- 劇団、江本純子「常に最高の状態」（2009年7月 - 8月、ギャラリーLE DECO）
- G2 produce「静かじゃない大地」（2009年9月 - 10月、本多劇場 ほか）
- 自転車キンクリートSTORE「富士見町アパートメント」『リバウンド』（2010年2月 - 3月、座・高円寺1）
- シス・カンパニー公演「２人の夫とわたしの事情」（2010年4月 - 5月、シアターコクーン）
- ダックスープ プロデュース「透明感のある人間」（2010年7月、下北沢ザ・スズナリ）
- 大久保佳代子劇団「村娘」（2010年10月、恵比寿エコー劇場）
- 「黴菌(ばいきん)」（2010年12月、シアターコクーン）
- おにぎり 旗揚げ公演「断食」（2011年1月、座・高円寺1）
- シス・カンパニー公演「トップ・ガールズ」（2011年4月、シアターコクーン）
- 帝劇グランドロマン 帝劇開場100周年記念公演「風と共に去りぬ」（2011年6月 - 7月、帝国劇場 ほか）
- 「奥様お尻をどうぞ」（2011年7月 - 9月、本多劇場 ほか） - 声の出演
- 緋田･大堀･本田のビデオ制作CLUB！「ブルースカイ祭り-映画監督ブルースカイ生誕祭り-」（2011年8月13日）
- 彩の国シェイクスピア・シリーズ第24弾「アントニーとクレオパトラ」（2011年10月 - 11月、彩の国さいたま芸術劇場 大ホール ほか）
- プロペラ犬「ネガヒーロー」（2012年1月 - 2月、CBGKシブゲキ!!）
- U-1グランプリcase04「宇宙船(スペースシップ)」（2012年4月 - 5月、赤坂RED/THEATER）
- 「高木珠里の演劇100人組手」（2012年7月14日、北沢タウンホール）
- 葛河思潮社「浮標」（2012年9月 - 10月、世田谷パブリックシアター ほか）
- Produce lab 89 presents「夜の入り口-村岡希美と池谷のぶえ、倉橋由美子を読む-」第1弾「大人のための残酷童話」月1リーディング（2012年10月25日・11月22日・12月20日、音楽実験室 新世界）
- DuckSoup produce「音楽家のベートーベン」（2013年3月、こまばアゴラ劇場）
- 演劇ユニット酒とつまみ「もうひとり」（2013年5月、OFF OFFシアター）
- おにぎり「トークトワミー!」（2013年7月、下北沢ザ・スズナリ）
- Produce lab 89「夜の入り口-倉橋由美子を聴く、たしなむ、旅する-」第2シーズン『酔郷譚』（2013年8月22日 - 24日、音楽実験室 新世界）
- 舞台「私のホストちゃん」（2013年10月 - 11月、青山劇場）
- 「マクベス Macbeth」（2013年12月、シアターコクーン）
- ジョンソン&ジャクソン「窓に映るエレジー」（2014年7月 - 8月、CBGKシブゲキ!!）
- Produce lab 89 倉橋由美子翻訳「星の王子さま」の夜 （2014年8月8日、音楽実験室 新世界）
- パルコ・プロデュース「イット・ランズ・イン・ザ・ファミリー　～パパと呼ばないで～」（2014年9月 - 10月、PARCO劇場）
- 青山円形劇場プロデュース「夕空はれて よくかきくうきゃく」（2014年12月、青山円形劇場）
- 「禁断の裸体-Toda Nudez Sera Castigada-」（2015年4月、シアターコクーン ほか）
- 倉橋由美子・倉橋三郎 姉弟展関連企画「倉橋由美子没後 10年記念」朗読会（2015年、高知県立文学館 1階ホール）
- KERA・MAP「グッドバイ」（2015年9月- 10月、世田谷パブリックシアター ほか）
- シス・カンパニー公演「才原警部の終わらない明日」（2015年11月 - 2016年1月、世田谷パブリックシアター ほか）
- 2015/2016 シーズン 鄭 義信三部作 Vol.2「たとえば野に咲く花のように」（2016年4月、新国立劇場 小劇場 THE PIT ほか）
- 葛河思潮社 第五回公演「浮標(ぶい)」（2016年8月 - 9月、KAAT神奈川芸術劇場大スタジオ ほか）
- 「遠野物語 奇ッ怪其ノ参」（2016年10月 - 12月、世田谷パブリックシアター ほか）
- NODA・MAP「足跡姫時代錯誤冬幽霊」（2017年1月 - 3月、東京芸術劇場 プレイハウス）
- 「Little Voice（リトル・ヴォイス）」（2017年5月 - 6月、天王洲銀河劇場 ほか） - セイディ 役[31]
- こまつ座 第119回公演「円生と志ん生」（2017年9月、紀伊國屋サザンシアター TAKASHIMAYA）
- 「24番地の桜の園」（2017年11月 - 12月、シアターコクーン ほか）
- ジョンソン＆ジャクソン「ニューレッスン」（2018年6月 - 7月、CBGKシブゲキ!! ほか）
- 「ゲゲゲの先生へ」（2018年10月 - 11月、東京芸術劇場 プレイハウス ほか）
- こまつ座 第125回公演「どうぶつ会議」（2019年1月 - 2月、新国立劇場 小劇場　THE PIT）
- 劇団「地蔵中毒」第10回公演 無教訓意味なし演劇vol.10「純喫茶"味噌夢"～蜘蛛でもわかるアクリル製色即是空～」（2019年5月5日、千本桜ホール）- アフタートークに出演
- シス・カンパニー公演「恋のヴェネチア狂騒曲」Il servitore di due padroni（2019年7月、新国立劇場 中劇場）
- 月影番外地 その6「あれよとサニーは死んだのさ」（2019年12月、下北沢ザ・スズナリ）
- 「お勢、断行」（2020年2月 - 3月、世田谷パブリックシアター）※COVID-19感染状況ならびに予防対策のため全公演中止
- イキウメ「外の道」（2020年5月 - 7月、東京芸術劇場 シアターイーストほか）※COVID-19感染状況ならびに予防対策のため全公演中止
- “ねずみの三銃士” 第4回企画公演「獣道一直線!!!」（2020年10月 - 12月、PARCO劇場 ほか）
- シス・カンパニー公演「ほんとうのハウンド警部」（2021年3月、シアターコクーン）
- イキウメ「外の道」（2021年5月 - 7月、シアタートラム ほか） - 山鳥芽衣
- いきなり本読み！in 東京建物 Brillia HALL（2021年10月2日、豊島区立芸術文化劇場）
- ナイロン100℃ 47th SESSION「イモンドの勝負」（2021年11月 - 12月、本多劇場 ほか）
- 「お勢、断行」（2022年5月 - 6月、世田谷パブリックシアター ほか）
- 「重要物語」（2023年1月 - 2月、ユーロライブ）
- シス・カンパニー「帰ってきたマイ・ブラザー」（2023年4月 - 6月、世田谷パブリックシアター ほか）
- EPOCH MAN「我ら宇宙の塵」（2023年8月、新宿シアタートップス）
  - EPOCH MAN「我ら宇宙の塵」（2025年10月 - 11月〈予定〉、新宿シアタートップスほか）[32]
- 「ふしぎ駄菓子屋 銭天堂」（2023年8月、品川プリンスホテル クラブeX） - 紅子 役（声のみ）
- 「無駄な抵抗」（2023年11月、世田谷パブリックシアター）
- テアトロコント special「寸劇の館」（2024年1月、ユーロライブ）
- 「あのよこのよ」（2024年4月 - 5月、PARCO劇場 ほか）[33]
- NODA・MAP 第27回公演「正三角関係」（2024年7月 - 10月、東京芸術劇場 プレイハウスほか）[34][35]
- シス・カンパニー公演 KERA meets CHEKHOV Vol.4/4「桜の園」（2024年12月 - 2025年1月、世田谷パブリックシアター ほか） - ドゥニャーシャ 役[36]
- 鎌塚氏、震え上がる（2025年3月 - 4月、世田谷パブリックシアター[37] / 2025年5月、東海市芸術劇場 大ホール / ほか） - 八鬼ユラコ 役[38]
- 宝石のエメラルド座「ライバルは自分自身ANNEX」（2025年8月〈予定〉、下北沢ザ・スズナリ）[39]

### ラジオ
- NISSAN あ、安部礼司〜BEYOND THE AVERAGE（2006年4月2日 - 、TOKYO FM系 JFN37局ネット） - 飯野カナ、雨竜ヤスコ 役
- 青春アドベンチャー（NHK-FM）
  - 『あたふたオペラ からふる物語』（2023年10月9日 - 13日） - DJ久子 役[40]
- FMシアター（NHK-FM）
  - 『からすが教えてくれたこと』（2025年3月15日）[41]

### WEB
- 恐怖の面接（2005年、nifty）
- 悪の教典-序章- （2012年10月15日配信、BeeTV）- 堂島智津子 役
- 最上のプロポーズ花屋のジンクスから始まる4つの物語 第3話（2013年、BeeTV）
- 理系の人々 第12話・19話・36話（2014年、ひかりTV）
- 宇宙の仕事 (2016年、Amazonプライム・ビデオ) - 濱田新子 役
- 東京女子図鑑 第11話（2016年12月16日配信開始、Amazonプライム・ビデオ）
- 炎の転校生 第6話（2017年、Netflix） - マダム潤子 役
- ランチ合コン探偵 恋とグルメと謎解きとチェインストーリー第6.5・7.5・9.5話（2019年2月-3月、GYAO）- 小島和子 役
- ランチ合コン探偵 恋とグルメと謎解きと 合コン相手が来ない!?（2019年3月、Hulu）- 小島和子 役
- ローリングサンダーリーディング（2020年6月6日、LINE LIVE）※無観客配信ライブ

### WEB CM
- 幸楽苑

### その他
- PostPetver.3（So-net）オオフクロウ達

## 受賞歴
- 第28回読売演劇大賞 優秀女優賞受賞[3]（『獣道一直線！！！』にて）
- 第31回読売演劇大賞 最優秀女優賞（『我ら宇宙の塵』『無駄な抵抗』にて）[4]